# Louis Tytgadt

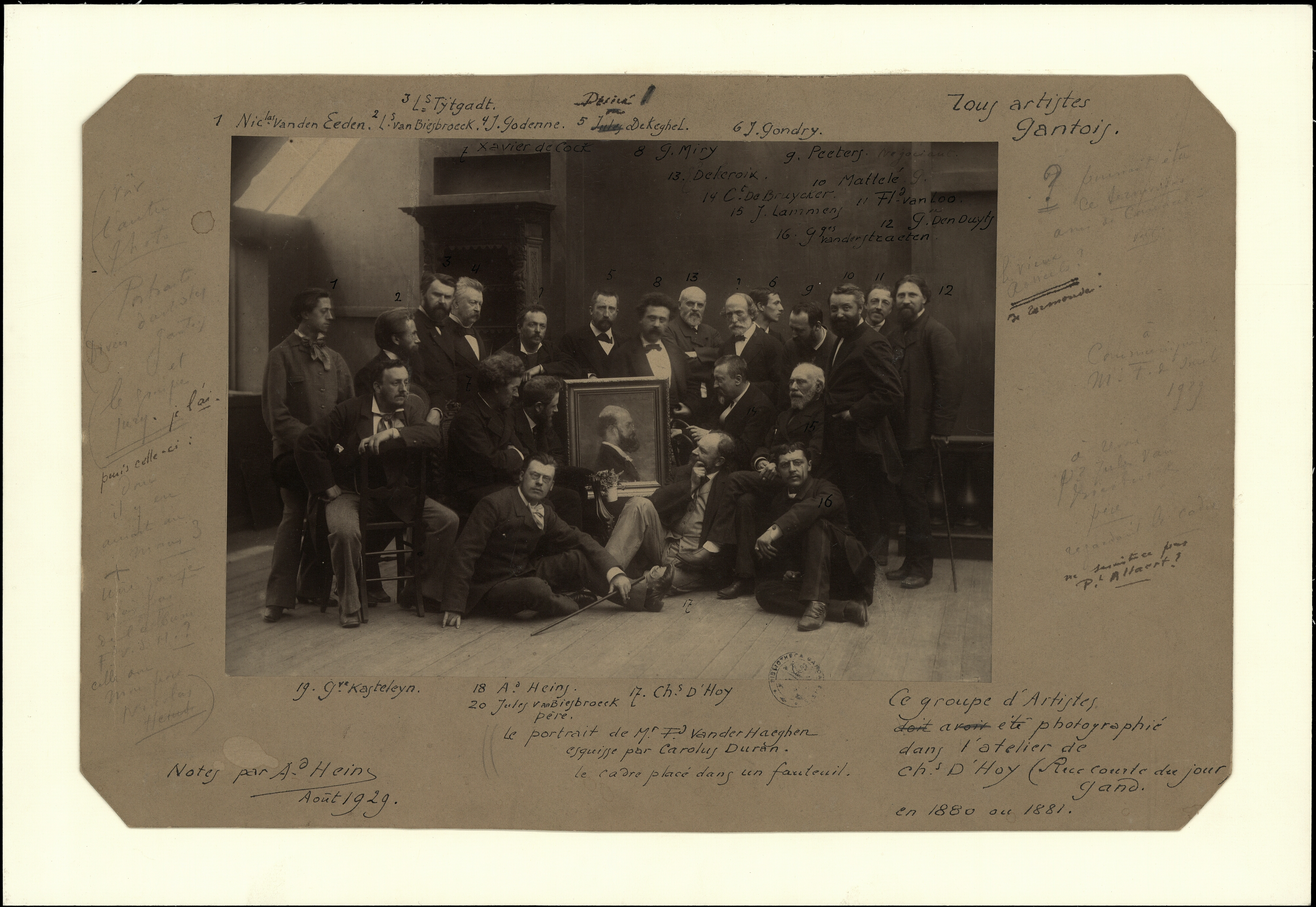
Tytgadt (staand) te midden van Gentse kunstenaars in het atelier van Charles D'Hoy, c. 1880

Louis Tytgadt (Lovendegem, 27 april 1841 – Gent, 9 mei 1918), ook wel Lodewijk Tytgadt genoemd, was een Vlaamse schilder.
Hij werd opgeleid aan de Gentse Academie door Théodore-Joseph Canneel en volgde daarna schilderslessen in Parijs in het atelier van Alexandre Cabanel. Hij schilderde vooral historische en Bijbelse taferelen, alsook veel portretten. Begijnen en begijnhoven waren ook een geliefd onderwerp.
In 1880 werd hij benoemd tot leraar aan de Gentse Academie, en hij werd er directeur van 1892 tot 1902. Zijn belangrijkste leerlingen waren Georges Buysse, Jules De Bruycker, Jan Frans De Boever en Gustave Van de Woestijne.
Hij ijverde voor de bouw van een nieuw Museum voor Schone Kunsten in Gent dat er kwam in 1902; hij werd voorzitter van dit museum tot aan zijn dood.

## Schilderijen van Louis Tytgadt

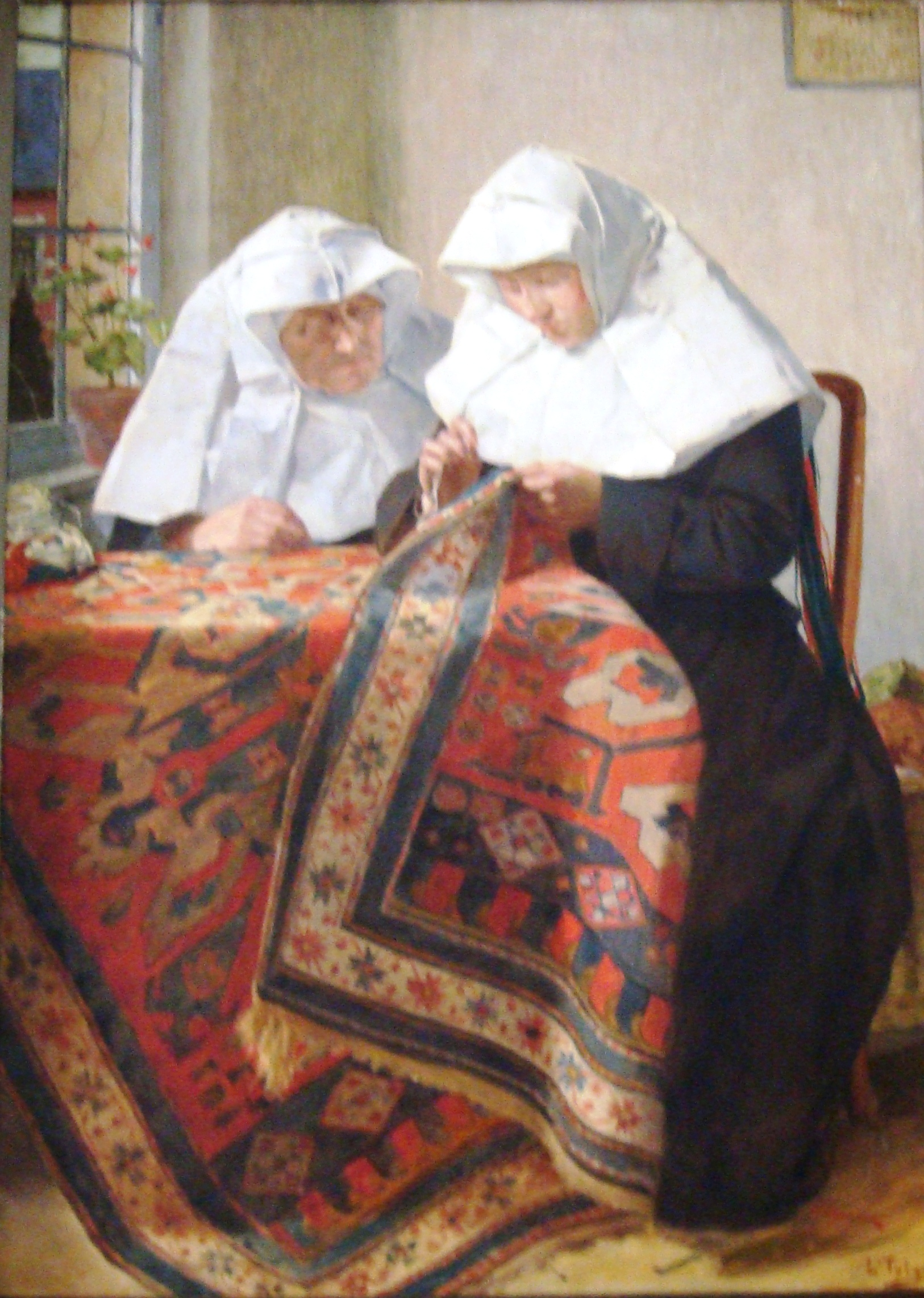
Begijnen aan het werk, olieverfschilderij
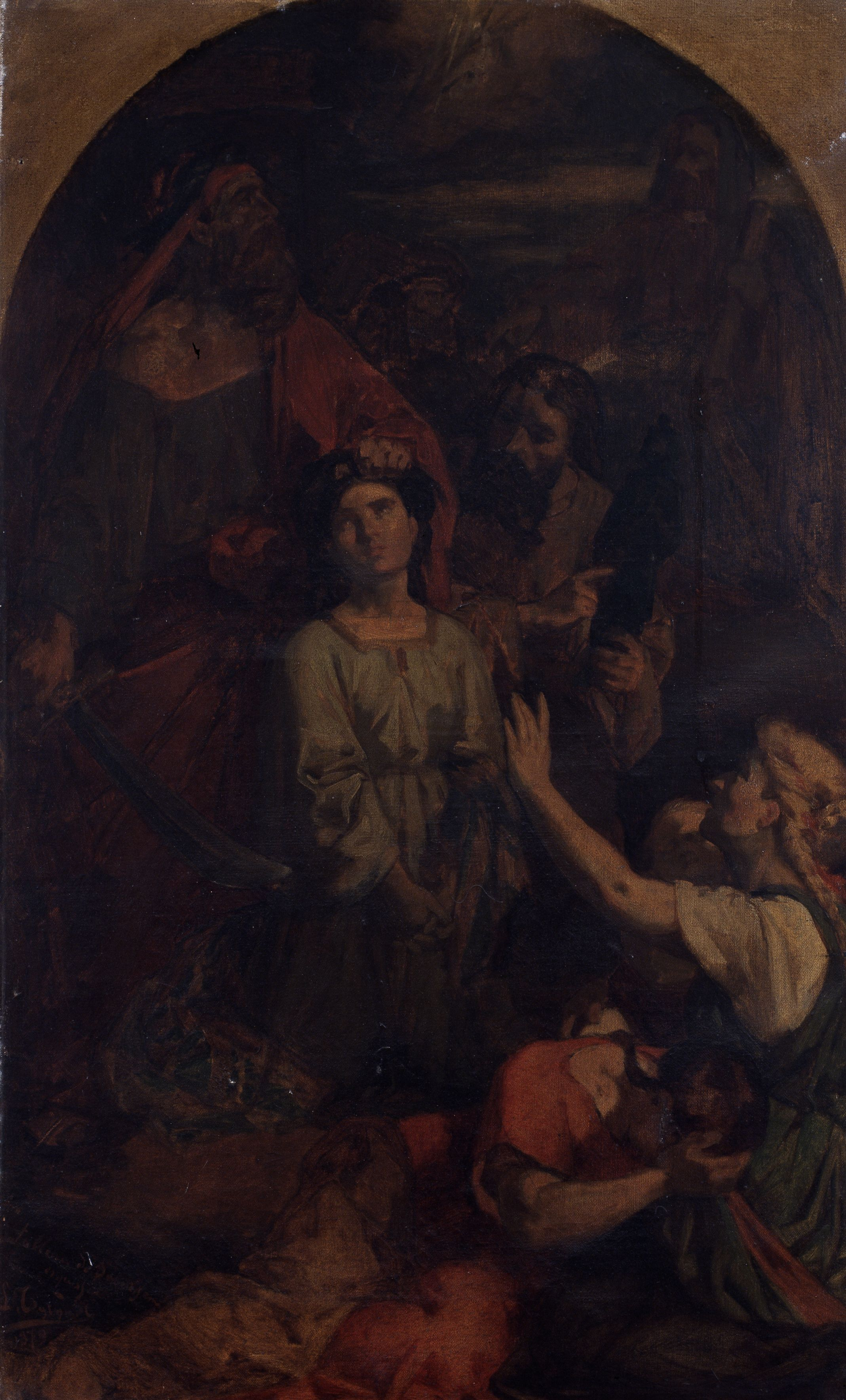
Het Martelaarschap van een Heilige (schets) (1918)
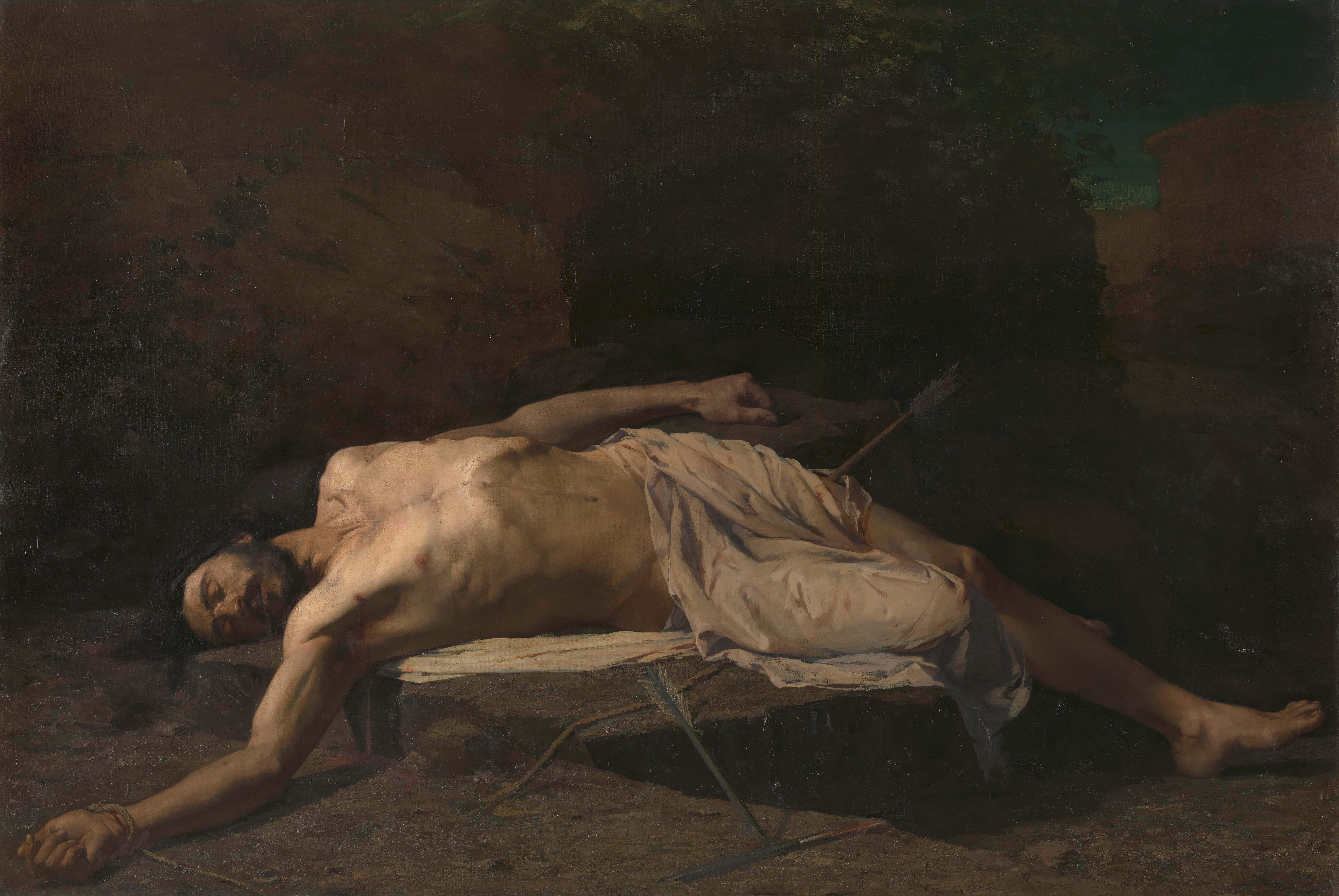
De marteldood van de heilige Sebastiaan (1900)
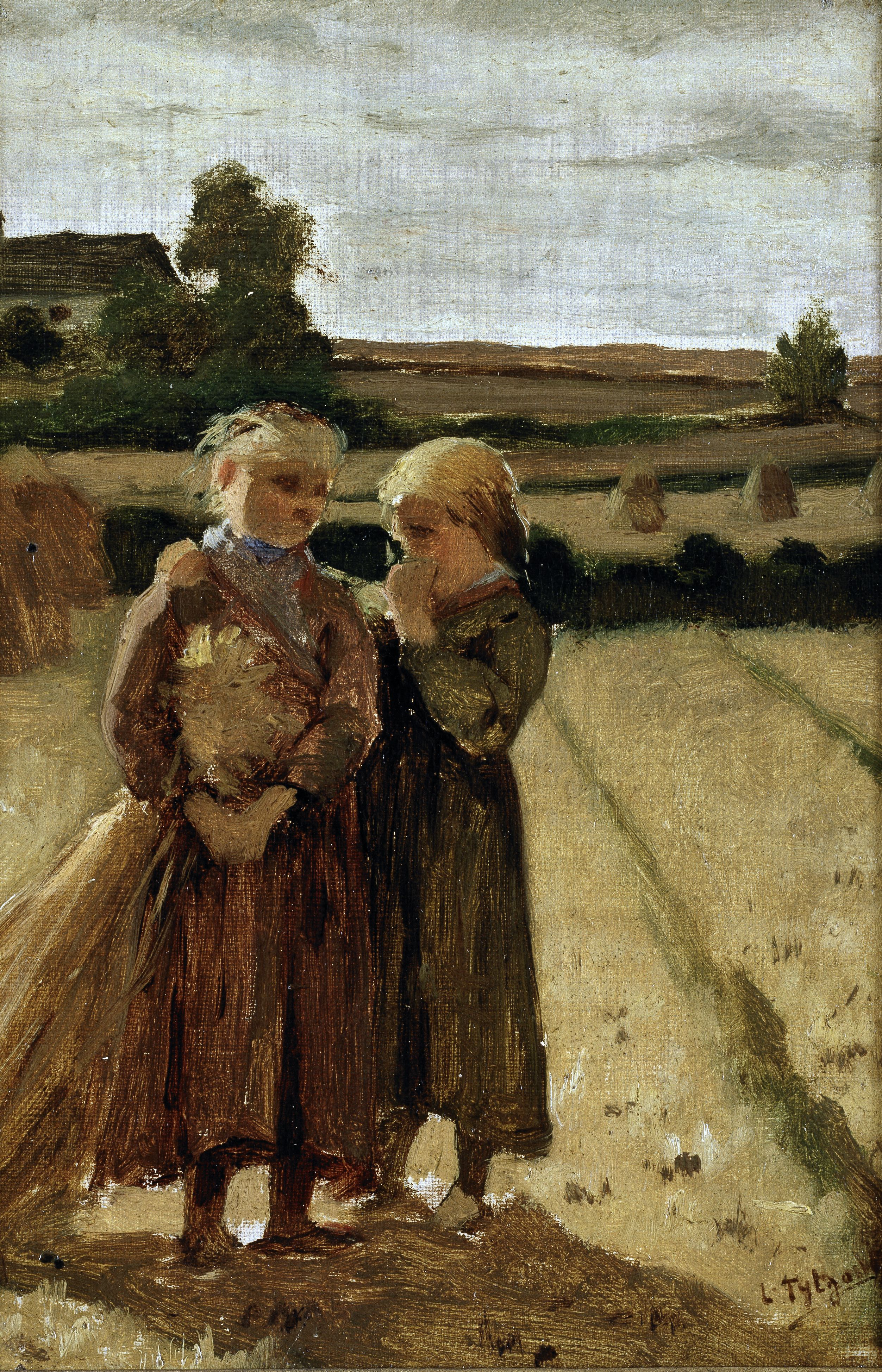
Meisjes in het Veld (1927)